# Fekišovce
Fekišovce este o comună slovacă, aflată în districtul Sobrance din regiunea Košice. Localitatea se află la altitudinea de 121 m deasupra n.m., se întinde pe o suprafață de 4,76 km2 și în 2017 număra 303 locuitori.

## Istoric
Localitatea Fekišovce este atestată documentar din 1391.

## Demografie
| An:                | 1994 | 2004    | 2014   | 2024   |
| ------------------ | ---- | ------- | ------ | ------ |
| Număr de persoane: | 274  | 306     | 307    | 295    |
| Diferență:         |      | +11,67% | +0,32% | −3,90% |

| An:                | 2023 | 2024   |
| ------------------ | ---- | ------ |
| Număr de persoane: | 305  | 295    |
| Diferență:         |      | −3,27% |